# Costela-de-adão
A costela-de-adão (Monstera deliciosa) é uma planta da família das aráceas. Possui folhas grandes, cordiformes, penatífidas e perfuradas, com longos pecíolos, flores aromáticas, em espádice comestível, branco-creme, com espata verde, e bagas amarelo-claras.
Esta planta é muito confundida com outra arácea, a banana de macaco (Philodendron bipinnatifidum), mas difere desta por apresentar furos nas folhas e recortes maiores e mais uniformes.
A espécie é nativa do México e é mundialmente cultivada como ornamental pelas belas e peculiares folhas, com segmentos que lembram costelas. Seu fruto é comestível e muito saboroso, daí seu nome científico, Monstera deliciosa. 

## Descrição
Este membro da família Arum Araceae é um epífito com raízes aéreas, capaz de crescer até 20m de altura na natureza, com folhas grandes e grossas, brilhantes e em forma de coração, de 25 a 90cm de comprimento por 25 a 75cm de largura. As folhas das plantas jovens são menores e inteiras, sem lóbulos ou buracos, mas logo produzem folhas lobuladas e fenestradas à medida que crescem.  Embora possa crescer muito alto na natureza, mede apenas entre 2 e 3m quando cultivada em ambientes fechados. As folhas são grandes de até 1m em forma de coração. Quanto mais antiga a planta, mais as folhas são cobertas com suas grandes perfurações familiares.
Mudas selvagens crescem em direção à área mais escura que podem crescer até encontrar um tronco de árvore, depois começam a crescer em direção à luz, subindo a árvore.
A inflorescência é adornada com uma espátula branco creme de aparência uniforme e aveludada, cobrindo, como um capuz, uma espadice branca amarelada com 10 a 15 cm de altura e cerca de 3 cm de diâmetro. As flores são auto-polinizantes, contendo androecium e gynoecium.  Como elas contêm as duas estruturas, esta planta é capaz de se autopolinizar.

## Fruto

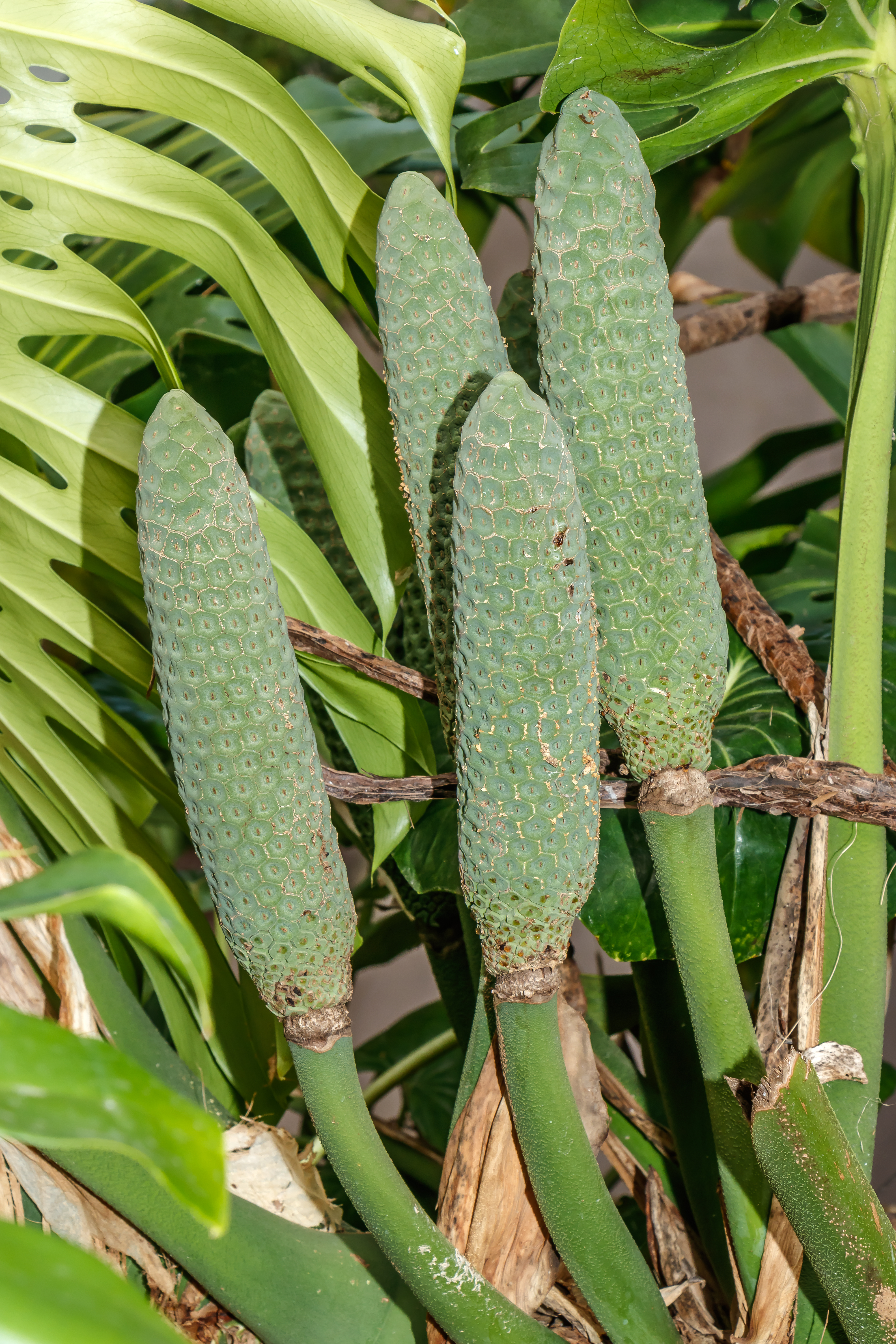
Fruto Não Maduro

O fruto da Monstera Deliciosa tem até 25cm de comprimento e 3 a 5cm de diâmetro e parece uma espiga de milho verde coberta com escamas hexagonais. À medida que a fruta amadurece, essas escamas ou plaquetas caem da fruta, liberando um aroma forte e doce. O cheiro foi comparado a uma combinação de abacaxi e banana.  A fruta é comestível e segura para os seres humanos.
 

Os frutos das plantas da Araceae (família Arum) geralmente contêm rafides e tricosclereídeos - estruturas semelhantes a agulhas de oxalato de cálcio. Na M. Deliciosa, frutas verdes que contêm essas estruturas cristalinas em forma de agulha podem causar irritação na boca.
Leva mais de um ano para que os frutos atinjam a maturidade. O fruto primeiro mostra sinais de amadurecimento pelo amarelecimento das escamas mais baixas. À medida que amadurece, o amido armazenado na fruta verde é convertido em açúcar, dando-lhe um sabor doce. Esse mecanismo é comparável ao modo como os frutos da banana amadurecem. O forte odor que a fruta produz torna-se perceptível quando está meio maduro. À medida que o tempo passa e a fruta continua amadurecendo, o odor se torna mais forte. Depois que fica totalmente maduro, no entanto, o perfume se deteriora rapidamente.

## Distribuição e crescimento
Esta planta vive nas florestas tropicais úmidas, nas planícies e montanhas do meio, no extremo sul do México e também em Belize, Honduras, Costa Rica, Guatemala, Panamá e Brasil. As sementes caem no chão, depois as mudas rastejam (fototropismo negativo) até encontrarem uma árvore na qual se fixar. As muitas raízes adjacentes permitem que a planta ancore contra seu novo suporte e atinja a luz do dossel (embora raramente cresça em pleno sol e prefira uma luz esmaecida pela folhagem). As plantas selvagens também podem ser encontradas em outras partes da América do Norte (Flórida), Ásia (Malásia, Índia), Austrália e Mediterrâneo Ocidental (Portugal, Marrocos, Madeira).

### Nascimento do Broto

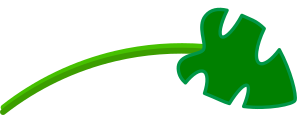
O entrenó (caule) é fendido
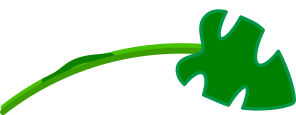
O broto nasce a partir da fenda
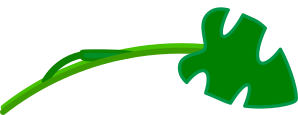
O próximo entrenó puxa o 'botão' da folha
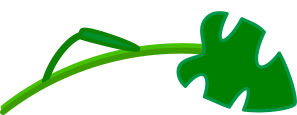
Sai da parte fendida do entrenó, e cresce
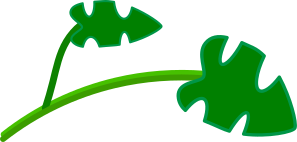
Depois desabrocha

## Cultivo
Monstera deliciosa é comumente cultivada ao ar livre como planta ornamental nos trópicos e subtrópicos. A planta requer muito espaço e um solo rico e solto. Se crescer no chão, é melhor plantá-lo perto de uma árvore, onde possa subir, se não contra uma treliça. É moderadamente ávida a água e precisa ser regado apenas para manter o solo um pouco úmido. Sua resistência é 11 (ou seja, a mais fria a -1°C). Ele não suporta essas temperaturas por mais de algumas horas, mas pode viver fora em certas regiões (costa do Mediterrâneo, Bretanha). É preferível uma temperatura mínima constante de pelo menos 13–15°C, permitindo crescimento contínuo. O crescimento cessa abaixo de 10°C e é morto pela geada. Ele precisa de uma exposição muito brilhante, mas não de sol pleno.
Forçar uma M. deliciosa a florescer fora de seu habitat tropical típico prova ser difícil. Condições específicas precisam ser atendidas para que a planta floresça. No entanto, em seu habitat tropical e subtropical, a planta floresce facilmente.  Em condições ideais, floresce cerca de três anos após o plantio. A planta pode ser propagada pegando entrenós de uma planta madura.